# Saint-Senier-de-Beuvron
Saint-Senier-de-Beuvron is een gemeente in het Franse departement Manche (regio Normandië) en telt 294 inwoners (2005). De plaats maakt deel uit van het arrondissement Avranches.

## Geografie
De oppervlakte van Saint-Senier-de-Beuvron bedraagt 11,1 km², de bevolkingsdichtheid is 26,5 inwoners per km².
De onderstaande kaart toont de ligging van Saint-Senier-de-Beuvron met de belangrijkste infrastructuur en aangrenzende gemeenten.

## Demografie
Onderstaande figuur toont het verloop van het inwonertal (bron: INSEE-tellingen).

1. ↑  Populations de référence 2022.